# How You Remind Me
"How You Remind Me" är en låt av det kanadensiska rockbandet Nickelback. How You Remind Me släpptes i USA den 7 augusti 2001 och i Storbritannien den 25 mars 2002 och är Nickelbacks första singel från albumet Silver Side Up 2001.
Singeln släpptes 2001 och gick till #1 på Billboard Hot 100-listan i USA och stannade kvar där fyra veckor i rad (det blev den sista rocksingeln på sex år som lyckades göra det, innan Maroon 5:s singel "Makes Me Wonder" toppade listan 2007). Låten toppade också listorna Hot Mainstream Rock Tracks och Hot Modern Rock Tracks i 13 veckor. Utanför USA blev låten en hit världen över, den var nådde #4 på UK Singles Chart och #1 på Irish Singles Chart. Låten var också rankad som toppsingeln från 2002 av Billboard magazine. I Storbritannien nådde inte "How You Remind Me" #1, men den stannade på listan Top 20 Singel i 3 månader. Två singlar följde efter "How You Remind Me" från Silver Side Up-albumet, "Too Bad" och "Never Again".

## Musikvideo
Den framgångsrika musikvideon för "How You Remind Me" visade Nickelback spela framför en liten publik, med fokus på en kvinnlig publikmedlem. Chad Kroeger ogillade idén med en liten konsert där bandet spelade, och föredrog en större arenakonsert; men tyckte ändå om resultatet.
I musikvideon spelar Kroeger en man vars flickvän (spelad av modellen Annie Henley) har lämnat honom, även om han fortfarande har starka känslor för henne. Han kan inte komma över henne, och han ser henne vart han än går. När han fantiserar om att hon vidrör honom, så känner han ett varmt minne, och ljuset ändras i videon. Längre fram i videon börjar han komma över henne. I slutet dyker hon upp och ber honom att förlåta henne. Detta är vad han ville hela tiden, men plötsligt inser han att det inte alls var vad han ville, och knuffar bort henne. Hon lämnas ensam med ett krossat hjärta och jagad av minnen, precis som han varit i början av videon.

## Utmärkelser
Låten tog hem hela fyra Grammy Award-nomineringar, fyra Juno Awards. "How You Remind Me" var den mest spelade låten i USA år 2002, alla format, enligt Billboard.
VH1 rankade låten #16 på sin 'Greatest Power Ballads'-lista.
Låten var #36 på Billboard's All Time Top 100.

## Covers
- En coverversion gjordes av Sum 41 på MTV:s New Year's Eve Party. Sum 41's låt "The Hell Song" delar också en liknande vokalisk melodi med "How You Remind Me".
- En annan har gjorts av Maria Doyle Kennedy på albumet Even Better than the Real Thing Vol. 1.
- American Idol-tävlanden Constantine Maroulis framförde en cover av låten när han var bland de sista sex tävlande i fjärde säsongen. Han åkte ut efter framträdandet.

## Låtlista
CD-singel
1. "How You Remind Me" (Album version) - 3:45
2. "How You Remind Me" (Acoustic) 3:39
3. "Little Friend" - 3:48

CD-maxi
1. "How You Remind Me" (Gold Mix) — 3:45
2. "How You Remind Me" (LP Version)  — 3:30
3. "Little Friend" - 3:48
4. "How You Remind Me" (Video)